# Drvena utvrda (Tuzla)
Drvena utvrda, bivša utvrda u Tuzli. Postojala je u srednjem vijeku i najvjerojatnije je bila od drva. Bila je urbanom i prostorno-teritorijalnom cjelinom u predosmanskoj srednjovjekovnoj Tuzli (Solima). Godine 1463. za jednu utvrdu borili su se bosanski kralj i osmanski sultan i pretpostavlja se da je ovo ta utvrda koju turska vrela spominju pod imenom Agac hisar. Jugoistočno od utvrde bio je Solni trg. Istočno od utvrde bio je stambeni dio srednjovjekovnih Soli koji se zvao Varoš, u kojem je bio franjevački samostan sv. Petra. Na mjestu te utvrde danas je Atik mahala.